# East Halton
East Halton – wieś w Anglii, w hrabstwie ceremonialnym Lincolnshire, w dystrykcie (unitary authority) North Lincolnshire. Leży 51 km na północ od Lincoln i 240 km na północ od Londynu.
W 2001 miejscowość liczyła 604 mieszkańców.